# Wahl zur Schura in Ägypten 2010

Sitzverteilung:
Nationaldemokratische Partei, 80 Sitze
al-Ghad-Partei, 1 Sitz
National-Progressive Unionistische Partei, 1 Sitz
Nasseristische Partei, 1 Sitz
Demokratische Generationspartei, 1 Sitz
Unabhängige, 4 Sitze
durch den Präsidenten Ernannte, 90 Sitze

Die Wahl zur Schura in Ägypten 2010 fand am 1. und am 8. Juni 2010 in Ägypten statt.
Der Schura-Rat war das Oberhaus im ägyptischen Zwei-Kammer-System. Wie alle Wahlen in der fast zwanzigjährigen Herrschaftszeit Präsident Muhammad Husni Mubaraks waren diese Wahlen weder fair noch frei; sie gelten als Scheinwahlen. Internationale Wahlbeobachter waren nicht zugelassen.

## Wahlverfahren
Von insgesamt 264 Sitzen der Schura wurden 88 alle drei Jahre gewählt, weitere 44 vom Präsidenten ernannt. Von 446 Kandidaten waren 115 Vertreter politischer Parteien, 331 waren Unabhängige.

## Offizielle Ergebnisse
Die Muslim-Brüder durften (wie auch bei anderen Wahlen) nicht als Vertreter ihrer Partei kandidieren, sondern nur als unabhängige Einzelpersonen:
| Partei                                                                                        | Sitze    | Sitze    | Sitze |
| Partei                                                                                        | 1. Runde | 2. Runde | Summe |
| --------------------------------------------------------------------------------------------- | -------- | -------- | ----- |
| Nationaldemokratische Partei (Al'Hizb Al Watani Al Democrati)                                 | 74       | 6        | 80    |
| Progressive Nationale Unionisten-Partei (Hizb al Tagammo' al Watani al Taqadommi al Wahdwawi) | 1        | 0        | 1     |
| al-Ghad-Partei (Hizb al-Ghad)                                                                 | 1        | 0        | 1     |
| Partei der arabisch-demokratischen Nasseristen                                                | 1        | 0        | 1     |
| Demokratische Generationspartei (Hizb El-Geel al-Democrati)                                   | 1        | 0        | 1     |
| Unabhängige (Andere)                                                                          | 0        | 4        | 4     |
| Unabhängige (Muslimbrüder – al-ikhwān al-muslimūn)                                            | 0        | 0        | 0     |
| Ernannte                                                                                      |          |          | 44    |
| Gesamt                                                                                        | 78       | 10       | 132   |